# Ikolo
Ikolo ist ein Verwaltungsbezirk (Ward) des Distrikts Kyela in der tansanischen Region Mbeya. Er grenzt im Nordwesten an den Bezirk Ikimba, im Nordosten an den Bezirk Kyela, im Südosten an den Bezirk Ngonga, im Südwesten an Katumbasongwe.

## Geografie
Ikolo ist ein Bezirk im Südwesten von Tansania. Er liegt weniger als zehn Kilometer westlich der Nordspitze des Malawisees und südlich der Distrikthauptstadt Kyela in rund 500 Meter Meereshöhe. Die Fläche des Bezirks beträgt 19,2 Quadratkilometer und bei der Volkszählung 2022 lebten hier 4647 Menschen in 1271 Haushalten.

## Gliederung
Der Bezirk besteht aus drei Gemeinden (Mtaa) mit 16 Orten (Kitongoji):
| Ikolo - Nyelele - Ibungu - Ndobo - Lupando - Bugoloka - Busona - Mbimbi - Mbondela | Lupembe - Lupembe - Lugombo | Muungano - Kyimo - Njikula - Bunyongala A - Bunyongala B - Mwigo - Masyabala |

## Wirtschaft und Infrastruktur
- Gesundheit: In Ikolo befindet sich eine Apotheke.[6]